# 晒草灣

1960年代的晒草灣（圖右油庫後的草地）

晒草灣（英語︰Sai Tso Wan），又名茜草灣，是香港九龍觀塘區茶果嶺及藍田之間的海灣，其毗鄰白泥山亦被稱為晒草灣。藍田站興建在白泥山山坡內，藍田站D出口穿過山坡直接到達白泥山滙景花園第17座旁匯景道及茜發道步行前往滙景花園及麗港城。
地名來源有多重說法。有說由於一帶長滿海草，而該處本來是客家村落（見下），「海草」於客家話稱「茜草」，故稱「茜草灣」；又有說「晒草灣」源自村民晾乾海草而命名（「晒」在此則為「曬」的俗寫）。另外，近年亦有人詮釋「晒」字為粵語補語，「全」的意思，解讀「晒草灣」為「（長）滿草的海灣」。

## 歷史

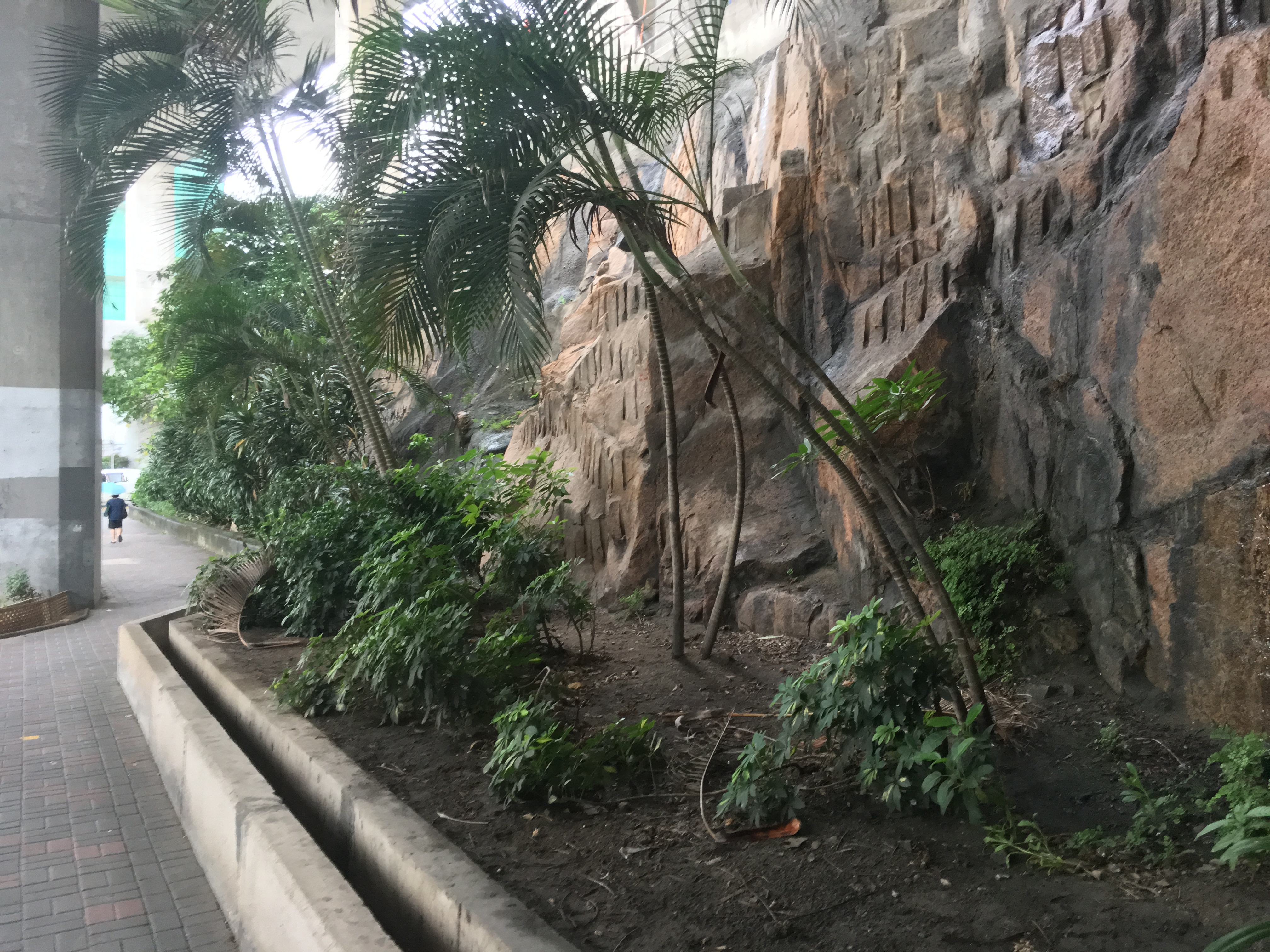
偉發道往茶果嶺道方向，行人路旁近茜草灣的岩壁有往日採礦的痕跡

#### 戰前時期
香港開埠初期，九龍一帶盛行採石業包括茜草灣、牛頭角、茶果嶺和鯉魚門，合稱為九龍四山。1911年人口普査指，茜草灣有華人人口58人，聚居於現今尤德夫人分科診療所一帶的海灣，建有渡頭，是一個客家村落，原有廿多戶為黃氏。
茜草灣天后廟在清道光年間（早於1840年）建成，位於現今麗港城第13座附近，偏殿設有四山公所和義學。天后廟曾於1891年進行重修，廟內有光緒十七年至十九年題字的大門和牌匾。茜草灣天后廟在1911年毀於颱風。其後，天后像寄奉村舍中達30年，直至1941年居民始集資修復舊廟。
20世紀初，茜草灣一帶主要是垃圾堆填區之用，所以當時又名垃圾灣。到了香港日治時期，茜草灣曾被稱為塵芥灣，當中的「塵芥」在日文中有垃圾的意思。

#### 戰後至1970年代

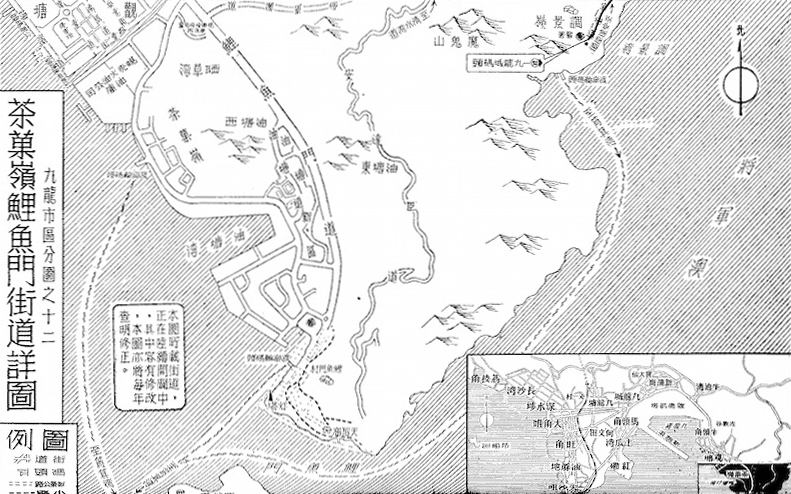
1964年的茶果嶺至鯉魚門街道詳圖，油庫和晒草灣於地圖左上角

1947年，亞細亞火油公司購入茜草灣至荼果嶺之間的海濱地段，平整山坡及填海興建油庫（現今麗港城和麗港公園），由銅鑼灣蜆殼街原址遷來。政府則改於官塘深灣（現今開源道一帶）傾倒垃圾。
1947年天后廟因油庫興建關係而拆卸。政府其後應居民要求，於1948年在茶果嶺以「原石」重建該廟，義學亦於1952年重建於新廟旁邊，並命名為四山公立學校。
自1954年官塘填海計畫展開後，新填地與油庫之間只有一條明渠通出維多利亞港，茜草灣的海灣變成「死灣」、惡臭無比。1960-61年，政府清拆海灣百多間艇屋以進行填海工程，興建連接官塘至茶果嶺和鯉魚門的公路。艇戶要求政府在陸上安置，但政府拒絕給予漁民徙置屋。1968年，茶果嶺道口的新填地成為茜草灣工業安置區，安置觀塘及其他地區需徙置的小型工廠，安置區及茶果嶺道口的寮屋於1982年清拆，安置區地皮於1983年建立為有成街臨時房屋區，於1994年關閉，之後一段時間曾用作臨時停車場及成業街休憩花園，未來計劃用作興建商業大廈；茶果嶺道頭寮屋地皮則建成觀塘法院及東九龍政府合署（東九龍郵政局）。
1962年，位於白泥山上的戴麟趾夫人復康院和雅麗珊郡主紅十字會兒童安置所落成啟用。1989年，香港紅十字會雅麗珊郡主學校茜發道新校舍落成。1990年，原校舍改作宿舍之用。2008年宿舍重建完成。
1960年代，茜草灣部份木屋區逐步被清拆，數千居民需徙置到葵涌新區及秀茂坪新區等地方。

#### 1970年代至今

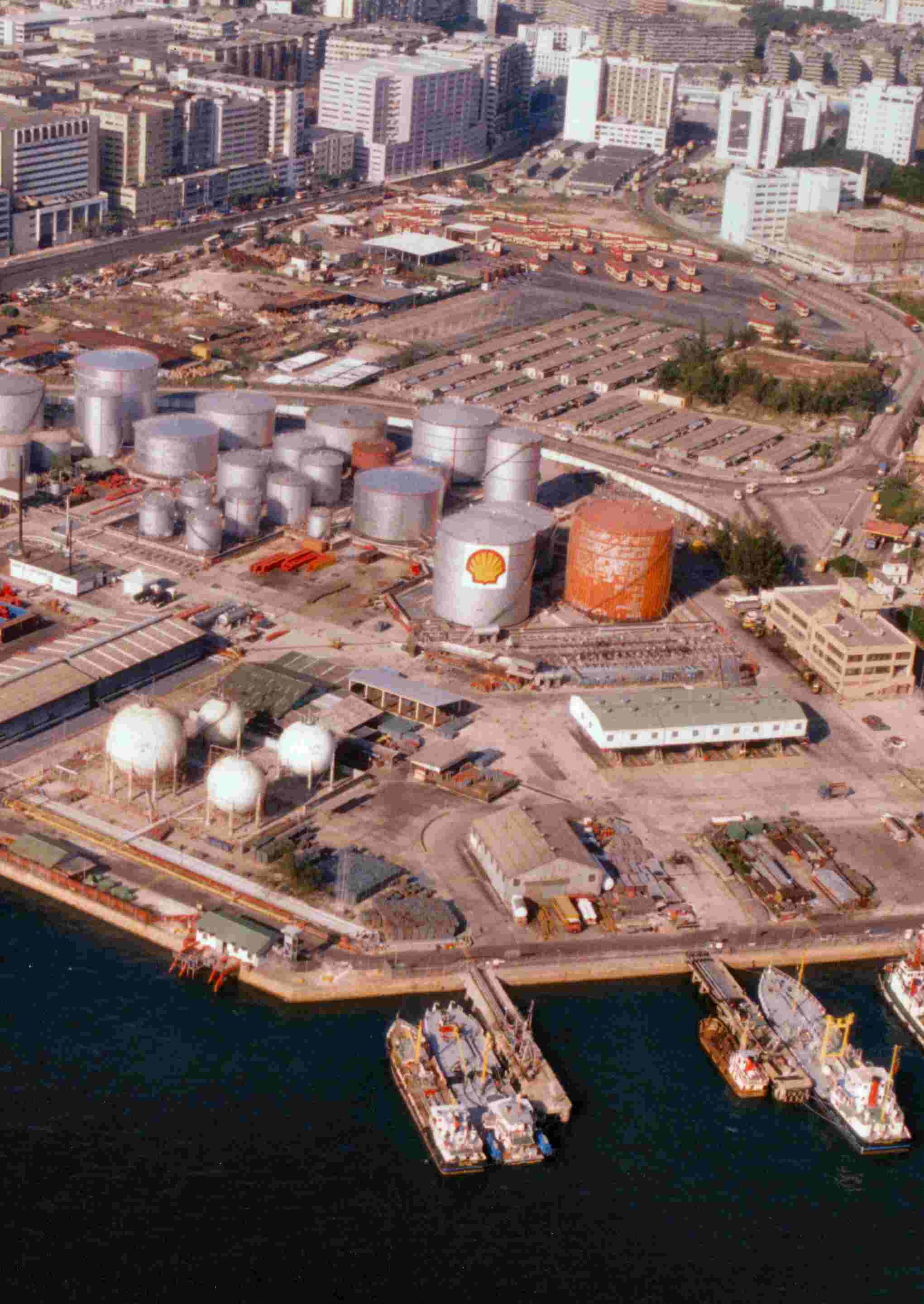
1980年代蜆殼公司的茶果嶺油庫

1974年，茜草灣安置區（現今麗港城第二期）成立，1977年關閉，之後地皮曾用作興建垃圾打包廠。位於白泥山和茶果嶺之間山谷的木屋區亦於1976-77年分期清拆。1978年，香港政府在該處建立現代化的垃圾堆填區，稱為晒草灣垃圾堆填區，取代牛池灣垃圾傾倒場。新堆填區的面積約9公頃，堆放逾160萬噸廢物。厚度最深達65米。1981年，堆填區關閉，其後空置十多年，至1997年始進行修復工作。當中的2.8公頃土地，於2004年改建成晒草灣遊樂場，乃香港第一個建於已修復堆填區上的永久康樂設施。
1980年，茜草灣舊村及有約60歷史的三山國王廟和福德老爺廟清拆。1983年三山國王廟遷至白泥山山坡現址，舊村民每年三山國王誕都會聚首拜祭。原址現建成容鳳書紀念中心、尤德夫人分科診療所和茜草灣鄰里社區中心。
1972-73年，油庫遷到茶果嶺近海濱的地皮，1982年，茶果嶺臨時房屋區（現今麗港城第一期）成立，九巴茶果嶺車廠啟用（現今麗港城商場一帶）。1986年，曬草灣臨時房屋區重新成立。1987年長江實業向蜆殼石油購入前油庫地段並申請改劃為住宅地皮發展大型屋苑麗港城。1988年，政府收回臨屋區用地作賣地用途，臨屋區居民需被安置到將軍澳。1990-92年，油庫搬遷到青衣茜草灣。
1992年，由長江實業興建的麗港公園落成，並交給市政局（現康樂及文化事務署）管理。
地產商於晒草灣地段興建的兩個大型私人屋苑：近海的麗港城和白泥山山坡的匯景花園，基本上現在整個晒草灣已經作住宅用途。
2023年8月，觀塘污水泵房上蓋發展為茶果嶺海濱公園，成為區內的好去處。

## 相關條目

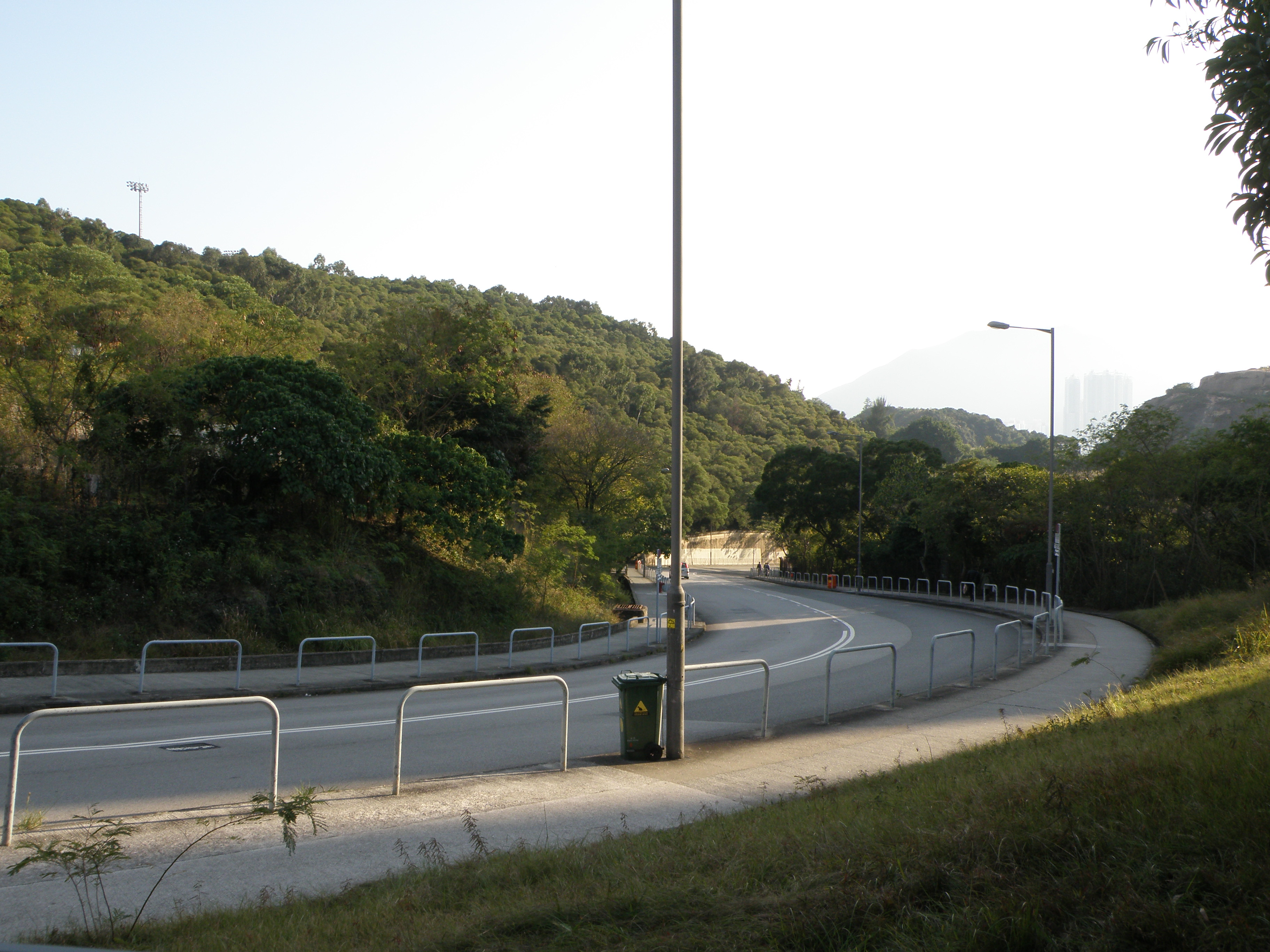
茜發道

## 私人及居屋屋苑
- 滙景花園
- 麗港城
- KOKO HILLS

## 社區設施

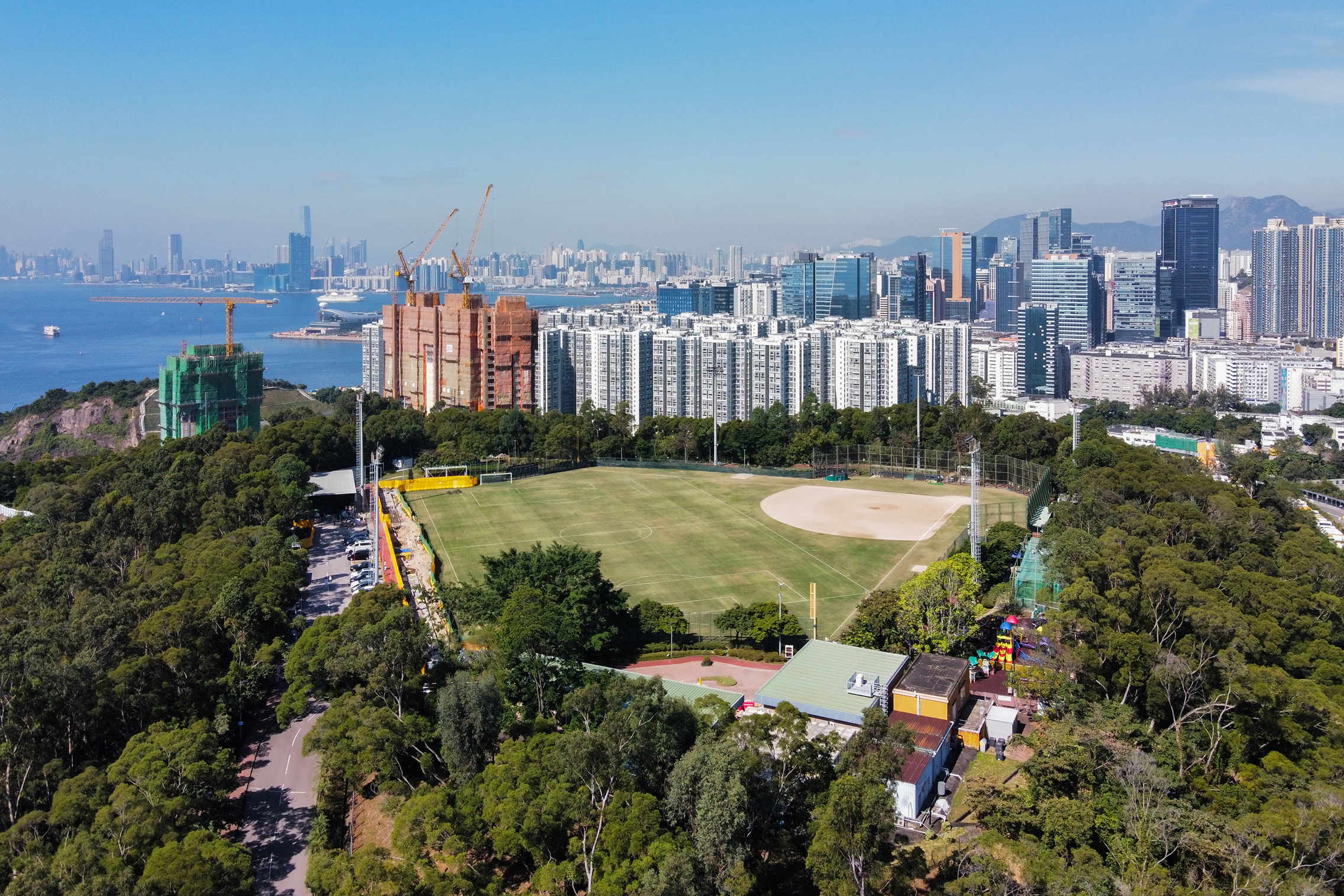
晒草灣遊樂場

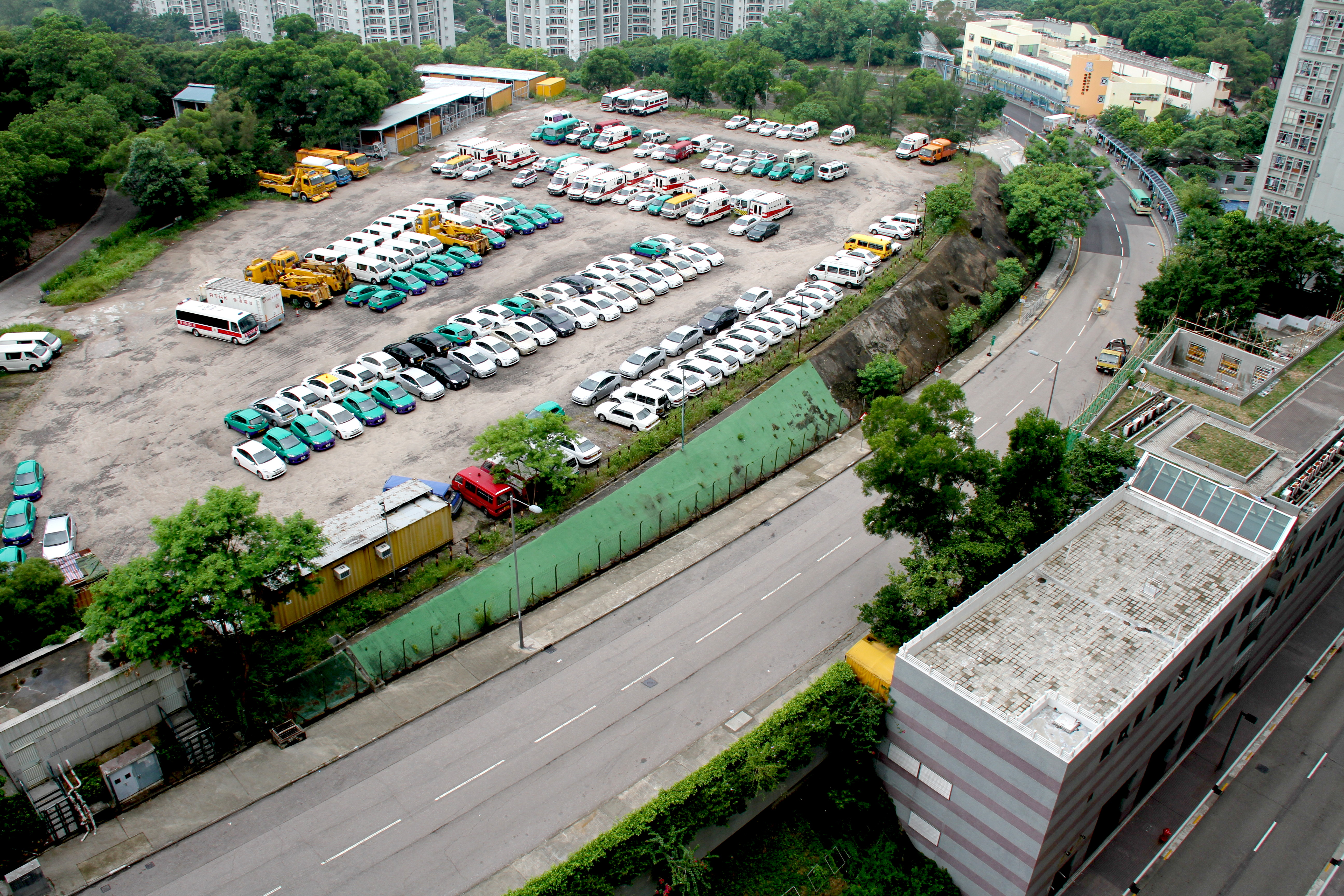
茜發道近機電工程署茜發道車場

- 茶果嶺海濱公園
- 麗港公園

- 藍田站

- 容鳳書紀念中心
- 尤德夫人分科診療所
- 茜草灣鄰里社區中心
- 香港復康會藍田綜合中心
- 機電工程署茜發道車場
- 茜發道網球場
- 晒草灣遊樂場
- 偉樂街臨時足球場
- 三山國王廟 (觀塘)

## 學校
- 迦南幼稚園（麗港城）／迦南幼兒園（麗港城）
- 香港紅十字會雅麗珊郡主學校
- 啟思幼稚園（滙景花園）

## 商業
- 滙景廣場
- 麗港城商場
- 城中薈

## 外部連結
- 環境保護署 - 晒草灣遊樂場